# チェンジアップ

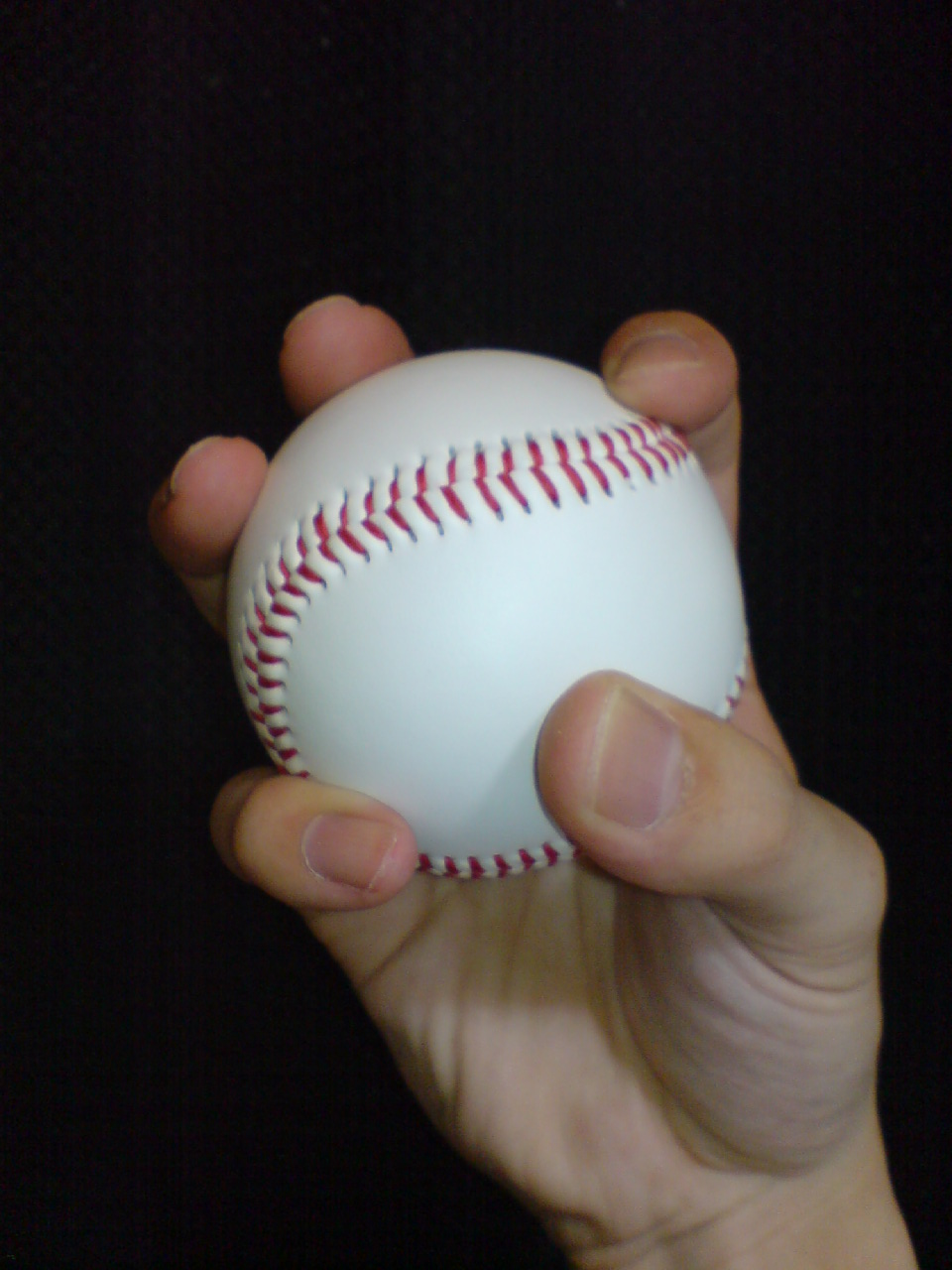
チェンジアップの握りの例

チェンジアップ（changeup）は野球、ソフトボールにおける球種（変化球）の一つである。ただしメジャーリーグなど海外においては、特定の球種というよりも「直球と同じ腕の振りから投じられる球速の遅いボール全般」を指すことも多い。

## 概要
チェンジアップは、ボールを鷲掴みにするなどして敢えてボールに力が伝わらないような握りを工夫することによって、速球と同じ腕の振りから投げられる遅いボールである。主に打者のタイミングをずらすために投げられる。アメリカでは最初に覚えるべき球ともいわれる。
握り方に統一性はなく、様々な握りや投法によって、変化・回転・球速が変わる。速球と同じくフォーシームとツーシームの握りがあり、フォーシームは比較的曲がりが小さく制球しやすい。ツーシームは利き手方向に曲がる軌道を描くが制球が難しいというのが一般的だが、フォーシームでも曲がりの大きいチェンジアップを投げる投手もいる。また、握りによっては固有の名称が付けられているものもある（#種類を参照）。フォークボール等に比べ肘や肩に負担が軽いとされるため、「投手の肩は消耗品」という考えが支配的なアメリカ合衆国では非常に多用されている。
起源は1800年代後半にプレーしたティム・キーフだと言われている。当時は、ルールで下手投げのみ認められていたのが上手投げが可能となる移行期で、速球やカーブと違いタイミングを外す球種という意味でスローボール（英: slow-ball）とも呼ばれた（イーファスピッチとは別の意味）。
里崎智也によるとアメリカ球界ではそれこそ一家に1つのレベルで握りのバリエーションが存在しており、野球をやる家庭では父親が子供に一子相伝するものだという。

### 変化
速球より回転が少なく球速も遅いため、減速しつつ浮いてから沈む軌道になる。
回転の向きがバックスピンから傾いて横回転が加わっていれば右か左に曲がりながら沈む。
変化よりも打者に速球と誤認させることが重視され、速球との速度差が大きいと打者からはボールが失速しているように感じられる場合もある。

### 日米の違い
アメリカでは球速に緩急をつけることをチェンジ・オブ・ペースと呼んでいたが、直球と同じ腕の振りから投じられる球速の遅いボールのことを全般にチェンジアップと言うようになり、また、緩急をつけるのは当然となったのでチェンジ・オブ・ペースが球種のように使われることはない。高津臣吾がシカゴ・ホワイトソックスに在籍していた時は、投げる変化球全てがMLBの標準球速より数段遅いため、アメリカの解説者は高津のシンカーやカーブを全てチェンジアップと実況していた。斎藤隆は週刊ベースボール誌上で「メジャーでは自分なりに考えた分類不可能な変化球も全て大雑把に『チェンジアップ』と呼んでいるみたいです」と述べている。

## 種類
チェンジアップは主に握りの違いによって分類される。

### サークルチェンジ

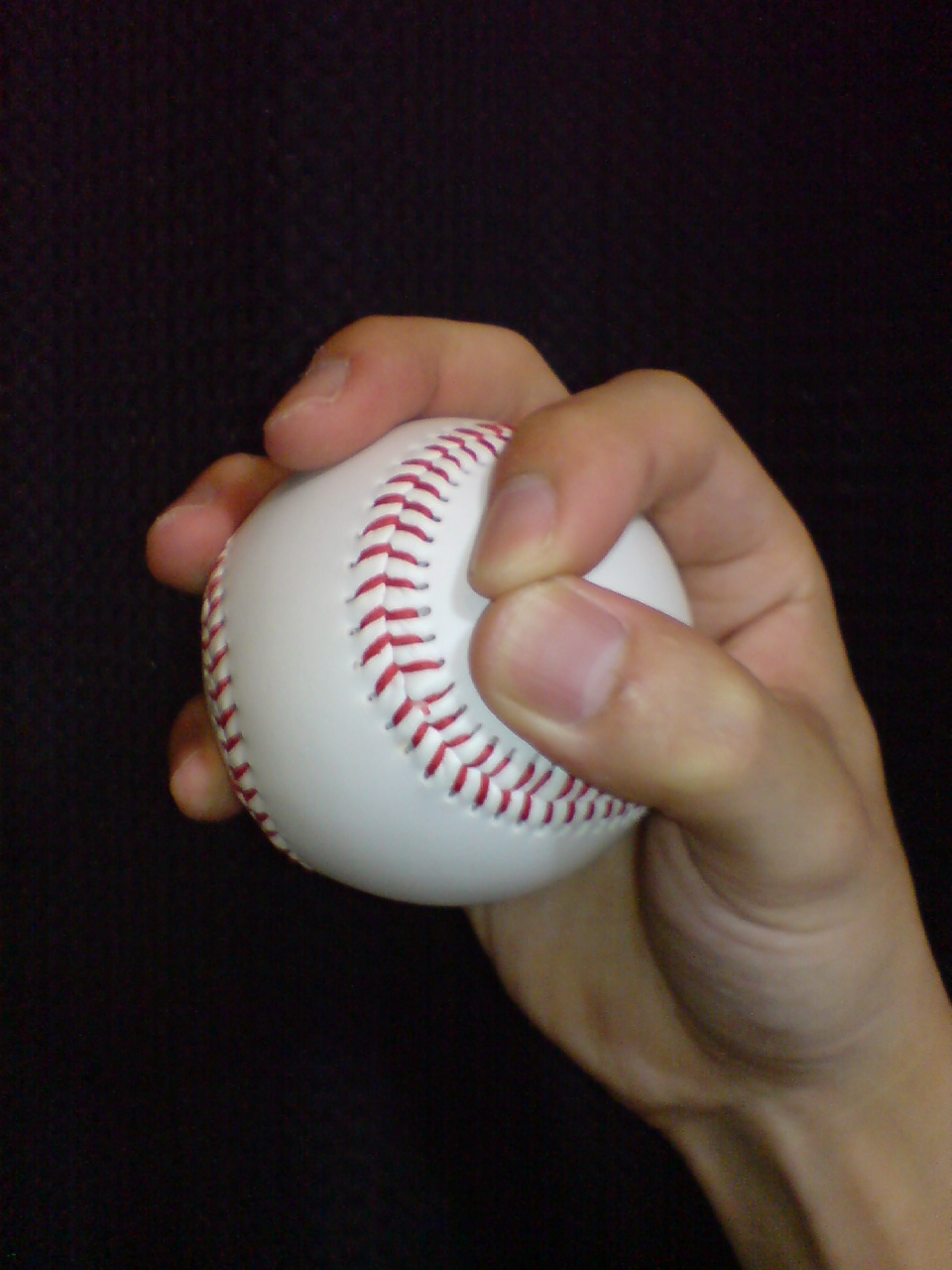
チェンジアップ（サークルチェンジ）の握りの例

サークルチェンジ（英: Circle Change）とは、現状最もポピュラーなチェンジアップの球種。
人差し指と親指で輪（サークル）を作り、中指から小指でボールを保持する握りで投げる球種。
握りがOKサインに似ている点から、「OKボール」とも呼ばれる。
この握りにより、速球と同じように腕を振っても球速とボールの回転が抑えられ、概して速球より球速が15～25km/hほど遅い上、沈むような軌道を描く。
人差し指と親指で作る輪の形は、人差し指と親指の先端をつけて大きな輪を作る形や、人差し指を親指の根元につけて小さな輪を作る形など投手によって違い、個人差はあるが握りの構造上シュート回転がかかりやすく、シンカーのように利き手の方向へ微妙に曲がりながら沈む場合が多く、シンカー・スクリューボールに近い変化をすることから、事実上のスローシンカーになる。
シンカーチェンジ（英: sinker change）やチェンジアップシンカー（英: change up sinker）とも呼ばれることもある。
NPBでは山岡泰輔や岸孝之、MLBではグレッグ・マダックスやペドロ・マルティネス、コール・ハメルズが代表的な使い手。

### スプリットチェンジ
スプリットチェンジ（英: Split change、Split Finger Changeup）は、フォークボールのように人差し指と中指の間にボールを挟んで投げるチェンジアップで、打者の手元で鋭く沈む。人差し指・中指・親指のみを使用するスプリッター（スプリット）と比較して、指先や肘への負担が少ないとされている。
ギャレット・オルソンによると、スプリットチェンジの利点は薬指をボールに添えることで様々な変化をさせることができるという。また、ケビン・ゴーズマン（右投手）はボールを中指から転がすと、左投手のスライダーのように回転すると話している。
ティム・リンスカムが代表的な使い手で、近年使い手が増え、ロイ・ハラデイやエドワード・ムヒカ、前田健太、カルロス・カラスコ、アーロン・シバーレなどが使用している。

### バルカンチェンジ

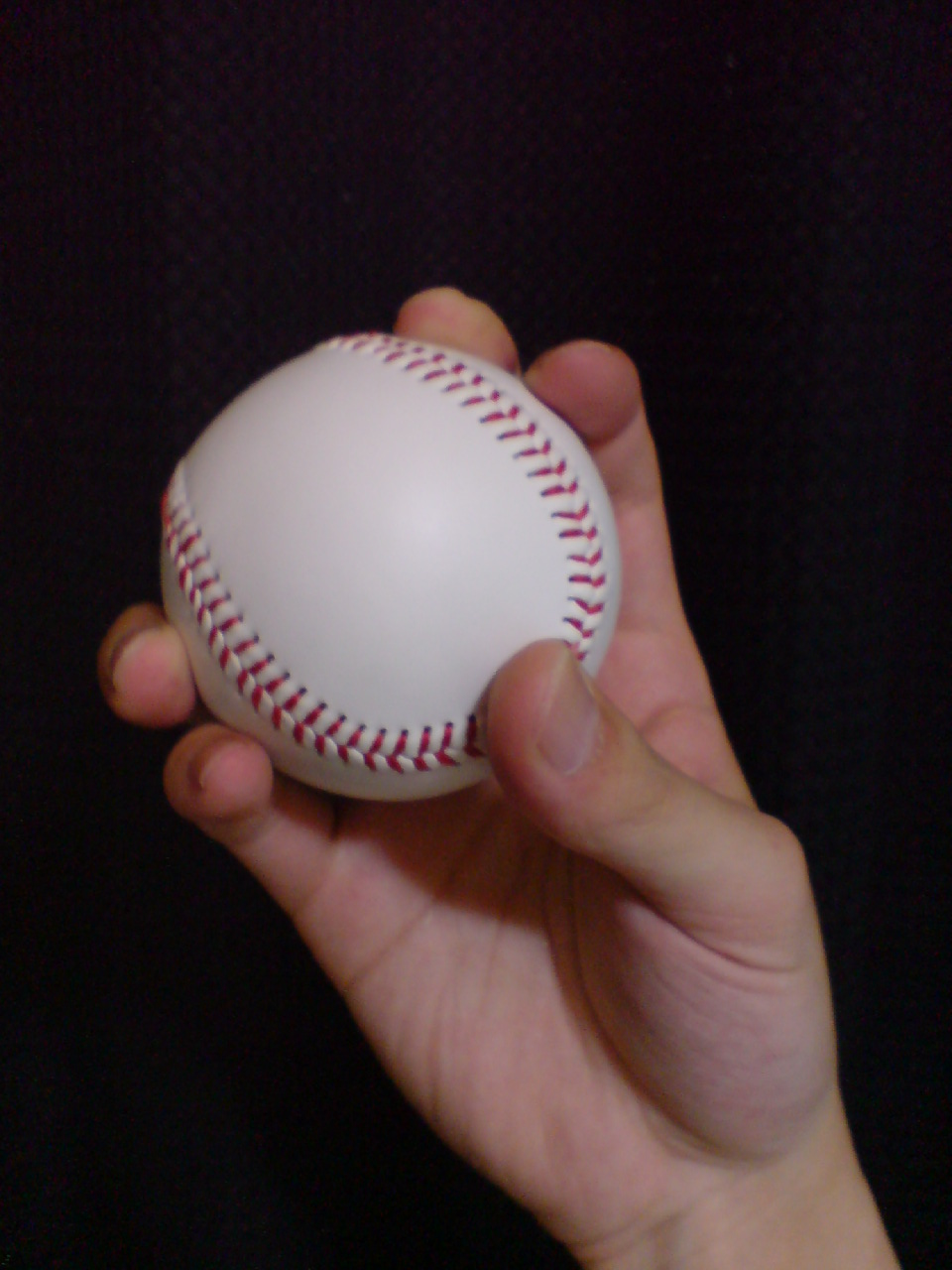
チェンジアップ（バルカンチェンジ）の握りの例

バルカンチェンジ（英: Vulcan change、Vulcan changeup）は、中指と薬指でボールを挟んで縦に速く落ちるチェンジアップでスプリットフィンガード・ファストボールに近い変化をする。タイミングを外すよりも空振りを取る事を目的とするが、球速を重視すると体への負担が大きい。サークルチェンジの握りから中指と薬指でボールを挟み込んで投げ、ボールの縫い目に指をかけるかどうかでシュート回転などの横変化をつけることが可能。
「バルカン」の名称はアメリカのSFテレビドラマ『スタートレック』シリーズに登場するバルカン人が行う、人指し指と中指、薬指と小指をそれぞれくっつけ、中指と薬指の間と親指を開いて相手に掌を見せるバルカン式挨拶に似た握りであることが由来である。エリック・ガニエが代表的な使い手で、ジャレッド・バートンやギレルモ・モタらも投げている。日本球界では大隣憲司や大竹寛、セス・グライシンガーが投げている。また、潮崎哲也はバルカンチェンジの握りでシンカーを投げていた。

### パームボール・チェンジ

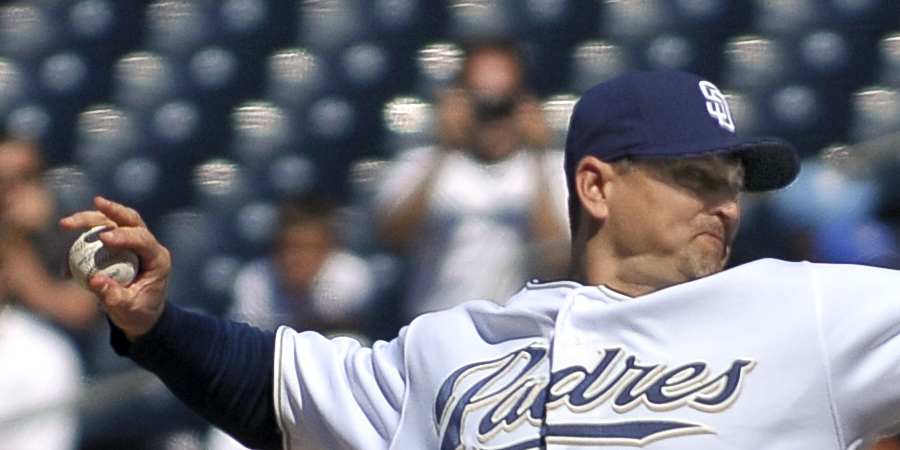
トレバー・ホフマンのチェンジアップの握り

パームボール・チェンジ（英: Palm ball change）は、親指と人差し指、小指で深く握るスリーフィンガーと呼ばれるパームボールのような握りで投げるチェンジアップ。トレバー・ホフマンが代表的な使い手で、ドニー・エリオットから教わった。ホフマンによると、本来のパームボールと違って速球に近いバックスピンがかかるという。ホフマンのチェンジアップは彼の140km/h前後の速球より16km/h前後遅い124km/hほどの球速で、投手と打者の中間地点から急に数インチ沈む変化をした。キース・フォークやフェルナンド・ロドニーらが投げている。特にロドニーは、薬指を使って変化を調節して投げることもある。

### 高速チェンジアップ
速球と球速差が少ない速いチェンジアップは高速チェンジアップと呼ばれ、ダルビッシュ有が2010年から投げ始め日本で注目を集めた。NPBではゴンザレス・ヘルメン、MLBではフェリックス・ヘルナンデスやスティーブン・ストラスバーグ、ザック・グレインキーのチェンジアップの球速が速く、球速90mph（145km/h）以上を記録することもある。

### エアベンダー
エアベンダー (英: Airbender)は、デビン・ウィリアムズが投げるチェンジアップ（スクリューボール）の愛称であり、「時空を切り裂く」という意味である。一般的なチェンジアップは回転数が少ないが、エアベンダーは前腕の回内運動でボールを小指側からリリースし、強烈な横回転をかけることで鋭く曲がり落ちる。
ウィリアムズのフォーシームのスピンレートは2300rpm程度あるのに対し、このエアベンダーのスピンレートは約2700rpmと、フォーシームと比べて400rpm程度高速回転している。平均Horizontal Breakが約-20インチと非常に大きく、左投げ投手が投じるスイーパーのような軌道を描く。

### キックチェンジ
キックチェンジ（英: Kick Change）は、中指をナックルのように立てて投げるチェンジアップ。野球ジム『Tread Athletics』で2023年夏に開発された球種であり、同年1月に撮影したショーン・アンダーソンのチェンジアップの映像から発想を得たという。ヘイデン・バードソングが代表的な使い手である。
デービス・マーティンは「キックチェンジとは、基本的にボールの軸を（時計の針に例えて）3時の回転軸に蹴りこむこと」と話し、「本当の意味で回内している訳ではないので、3時の回転軸に到達するための一種のごまかし」と前腕の回内運動が苦手な投手でも、横回転をかけて落差を生むチェンジアップを投げられる手段であるとも話した。
マット・ボウマンは、キックチェンジ・スプリットチェンジ・スプリッター（スプリット）は中指が最後にボールと触れるなど、同じ特徴が多く見られるが、「差別化要因は回転数だと思う」「回転数が低くなるほど、スプリッターに分類される」と話す。

### フォーシームチェンジ
フォーシーム（ストレート）で縫い目にかける人差し指と中指の位置に、中指と薬指を置いて投げるチェンジアップはフォーシームチェンジと呼ばれる。ストレートの軌道でブレーキがかかり、ボールの変化（縦横）よりも、奥行き（前後）で勝負する球種である。
NPBでは金子千尋が代表的な使い手であり、大津亮介などが使用している。また、2023年の第5回WBCでは、普段は電気技師として働くオンドジェイ・サトリア（チェコ代表）がストレートとフォーシームチェンジのほぼ2球種でメジャーリーガーの大谷翔平（日本代表）から空振り三振を奪い、話題を呼んだ。
投球時のイメージについて、金子は「チェンジアップというよりは中指と薬指でストレートを投げるイメージ。このとき、人さし指と小指はただボールを支えるだけ。投げる際はヒジを抜かず手のひらも上に向けない」と話す。また、大津は2024年シーズンの夏場にチェンジアップの精度が落ち、その原因について「体のメカニクスがズレて肘が下がり、空振りが欲しいから抜きすぎていた部分があった」と話した。このように、中指と薬指（チェンジアップの握り）でストレート（真っ直ぐ）を投げるイメージが重要であり、この球種は真っチェとも呼ばれる。

### その他
カーブに似た握り方から投げるチェンジアップをリトルリーグチェンジアップ、指先でなく指の腹の部分でボールを持つようにして投げ縦に落ちるチェンジアップをストレートチェンジと呼ぶことがある。
ヨハン・サンタナのチェンジアップは速球との球速差が大きく、打者にはタイミングが合わせ難い事をパラシュートが開いてブレーキがかかる様子に例えてパラシュートチェンジ（英: Parachute change）と呼ばれる。
鷲掴みのような形で、ボールと手の平の間に隙間を作って握る握りもある。